# ひとり股旅スペシャル@厳島神社
『ひとり股旅スペシャル@厳島神社』（ひとりまたたびスペシャル アット いつくしまじんじゃ）は、日本のミュージシャン、奥田民生のライブビデオ。2012年1月11日発売。

## 解説
このビデオは、2011年10月22日に厳島神社（広島県廿日市市宮島町）で行われたライブ『はつかいち音楽祭 嚴島神社奉納コンサート 「奥田民生ひとり股旅スペシャル@嚴島神社」』をノーカットにて収録したものである。
元々「はつかいち音楽祭」は、廿日市市と財団法人廿日市市文化スポーツ振興事業団が主催して毎年10月にはつかいち文化ホール（さくらぴあ）で行っている音楽イベントで、通常は各ジャンルのミュージシャンを招いてコンサートが催されるが、この時は同イベントの一環として、国宝であり世界文化遺産に登録されている厳島神社の高舞台で行ったものである。奥田自身にとっては、2004年にソロ活動10周年を記念して行われたひとり股旅スペシャル@広島市民球場以来となる、地元・広島での弾き語りによる野外での単独ライブとなった。チケットは宮島松大汽船の往復乗船券付き（ライブ終演時点で最終便が出航しているため、復路に臨時便を増発）で販売され、観客席は高舞台を囲む左右および前方の平舞台に設けられた800席だけということもあってプラチナチケットと化したため、全国東宝系映画館にてクローズドサーキット形式によるライブ生中継が実施された。また、広島市民球場のときと同様、ライブ前日のリハーサルから大雨で当日も雨予報だったにもかかわらず、実際は快晴となり「晴れ男」ぶりを証明した形となった。

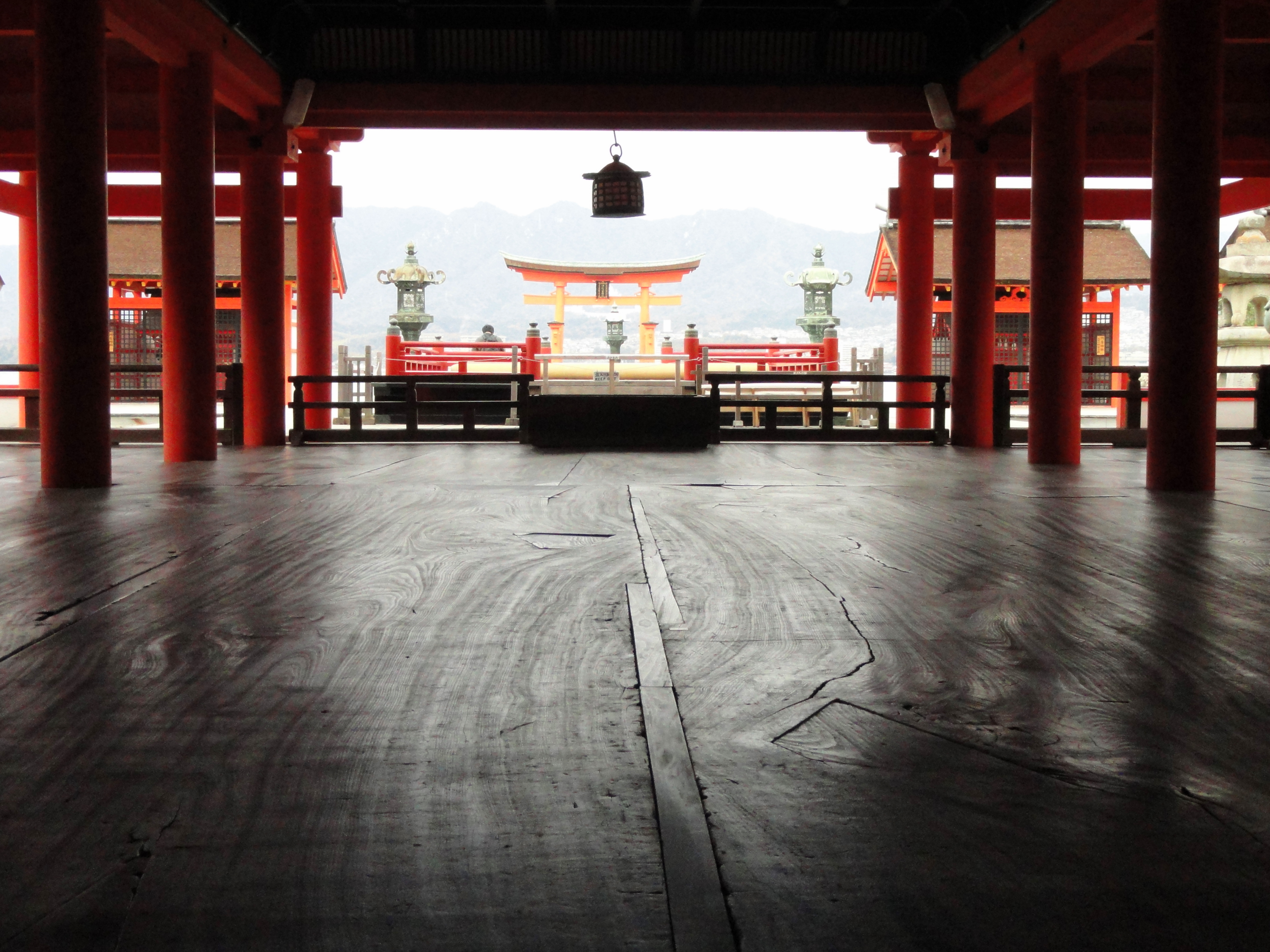
奥田が演奏を行った厳島神社の高舞台（写真中央奥）

## 収録曲
1. HIROSHIMA
2. トリッパー
3. 愛のボート
4. 人間
5. バラ色の日々
THE YELLOW MONKEYのカバー。
6. 今日までそして明日から
吉田拓郎のカバー。
7. レーザービーム
Perfumeのカバー。
その前の「今日までそして明日から」と併せて、「広島を代表する2組のミュージシャンの曲をやらないわけにはいかない」とMCで奥田がコメント。
8. 家に帰れば
9. The STANDARD
10. 歌うたいのバラッド
斉藤和義のカバー。
11. 野ばら
12. あやかりたい'65
ユニコーンの曲。
13. ひとりカンタビレのテーマ
14. MANY
15. すばらしい日々
ユニコーンの曲。
16. CUSTOM
17. さすらい
18. イージュー★ライダー